# Scaphoideus alticola
Scaphoideus alticola är en insektsart som beskrevs av Heller och Rauno E. Linnavuori 1968. Scaphoideus alticola ingår i släktet Scaphoideus och familjen dvärgstritar. Inga underarter finns listade i Catalogue of Life.